# Stazione meteorologica di Serrungarina Bargni
La stazione meteorologica di Serrungarina Bargni è la stazione meteorologica di riferimento relativa all'omonima località del territorio comunale di Serrungarina.

## Coordinate geografiche
La stazione meteorologica si trova nell'area climatica dell'Italia centrale, nelle Marche, in provincia di Pesaro e Urbino, nel comune di Serrungarina, in località Bargni, a 273 metri s.l.m. e alle coordinate geografiche 43°43′N 12°51′E.

## Dati climatologici
In base alla media trentennale di riferimento 1961-1990, la temperatura media del mese più freddo, gennaio, si attesta a +4,4 °C, quella del mese più caldo, agosto, è di +23,4 °C .
| SERRUNGARINA BARGNI | Mesi | Mesi | Mesi | Mesi | Mesi | Mesi | Mesi | Mesi | Mesi | Mesi | Mesi | Mesi | Stagioni | Stagioni | Stagioni | Stagioni | Anno |
| SERRUNGARINA BARGNI | Gen  | Feb  | Mar  | Apr  | Mag  | Giu  | Lug  | Ago  | Set  | Ott  | Nov  | Dic  | Inv      | Pri      | Est      | Aut      | Anno |
| ------------------- | ---- | ---- | ---- | ---- | ---- | ---- | ---- | ---- | ---- | ---- | ---- | ---- | -------- | -------- | -------- | -------- | ---- |
| T. max. media (°C)  | 7,6  | 9,0  | 12,0 | 16,0 | 20,5 | 25,0 | 27,6 | 28,2 | 24,3 | 18,8 | 13,0 | 9,4  | 8,7      | 16,2     | 26,9     | 18,7     | 17,6 |
| T. min. media (°C)  | 1,2  | 2,3  | 5,0  | 8,3  | 12,4 | 16,1 | 18,2 | 18,5 | 15,6 | 11,3 | 6,9  | 3,0  | 2,2      | 8,6      | 17,6     | 11,3     | 9,9  |